# 江塚進介
江塚 進介（えづか しんすけ、1961年 - ）は、日本の登山家。

## 概要
1961年、静岡県に生まれる。群馬伊勢崎山岳会に所属、数多くの海外遠征に参加し、8,000m峰5座に登頂した。
スポニチ登山学校講師。

## 経歴
- 1961年 - 静岡県に生まれる。
- 1991年7月17日 - コルジェネフスカヤ(7,105m/旧ソ連)登頂。(東海山岳会パミール国際キャンプ登山隊1991:田辺治,江塚進介)[1]
- 1991年7月29日 - コミュニズム(7,495m/旧ソ連)登頂。(東海山岳会パミール国際キャンプ登山隊1991:田辺治,江塚進介,河西貴史,橋口徹)[1]
- 1991年8月5日 - レーニン峰(7,134m/旧ソ連)登頂。(東海山岳会パミール国際キャンプ登山隊1991:田辺治,江塚進介,河口攻,橋口徹,小川裕正)[1]
- 1993年8月24日 - ブロード・ピーク(8,047m/パキスタン)登頂。(東海山岳会ブロードピーク登山隊1993:田辺治,江塚進介,内田健一,中村貴士,三野和哉)[2]
- 1993年10月11日 - チョ・オユー(8,501m/チベット)登頂。(群馬県山岳連盟隊:八木原圀明,宮崎勉,名塚秀二,田辺治,江塚進介,佐藤光由,星野龍史,後藤文明,尾形好雄)[3]
- 1993年12月20日 - エベレスト[南西壁](8,848m/ネパール)登頂。冬季南西壁世界初(群馬県冬期サガルマータ南西壁登山隊1993-1994:田辺治,名塚秀二,江塚進介,星野龍史,後藤文明.尾形好雄)[4][5]
- 1997年7月7日 - ガッシャーブルムI峰(8,068m/パキスタン)登頂。(群馬県カラコルム登山隊1997:名塚秀二,江塚進介,星野龍史,品川幸彦,宮崎勉)[6][7]
- 1997年7月14日 - ガッシャーブルムII峰(8,035m/パキスタン)登頂。(群馬県カラコルム登山隊1997:後藤文明,尾形好雄,綿貫剛,田島崇行,名塚秀二,宮崎勉,馬場保男,岩崎栄,江塚進介,星野龍史,品川幸彦)[8]

## 関連書籍
- 長尾三郎『精鋭たちの挽歌』(1988/11/1,山と渓谷社) ISBN 978-4620603582
- 読売新聞社編集『史上最強の登山家山田昇』(1989/9,読売新聞社) ISBN 978-4643890600
- 八木原圀明『8000メートルの勇者たち』(1990/4,山と渓谷社) ISBN 978-4635170437
- 佐瀬稔『ヒマラヤを駆け抜けた男』(1997/6,中央公論社) ISBN 978-4122028777
- 高橋和之『ダンプ、山を行く』(1998/1,山と渓谷社) ISBN 978-4635171168 (2003/5/23,中央公論新社) ISBN 978-4122042100